# Almirante Williams (FF-19)
La fragata Almirante Williams (FF-19), originalmente botada como HMS Sheffield (F96), es una fragata Tipo 22 Batch 2 al servicio de la Armada de Chile.

## Historia de servicio

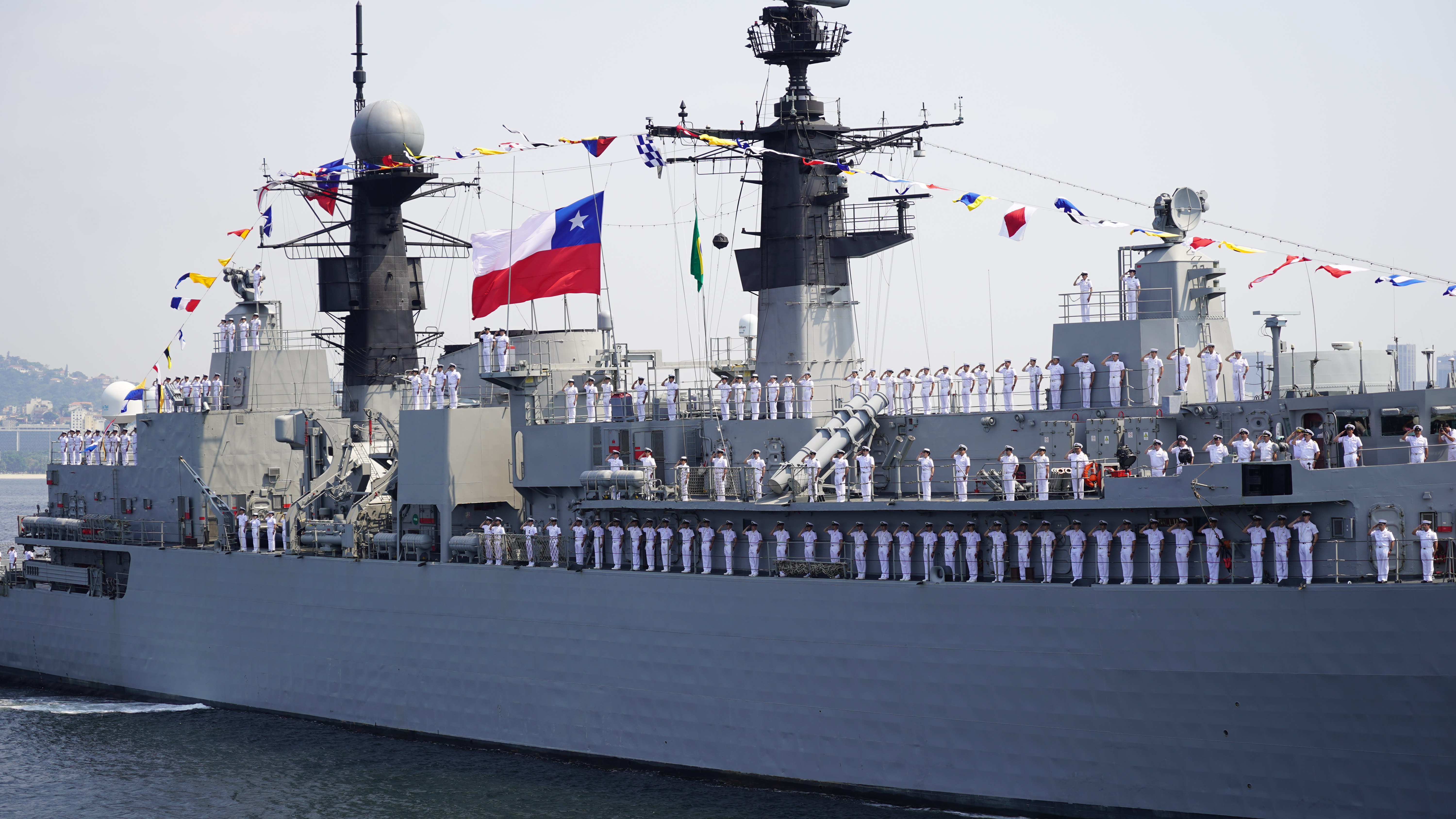
Tripulación de la fragata Almirante Williams en 2022.

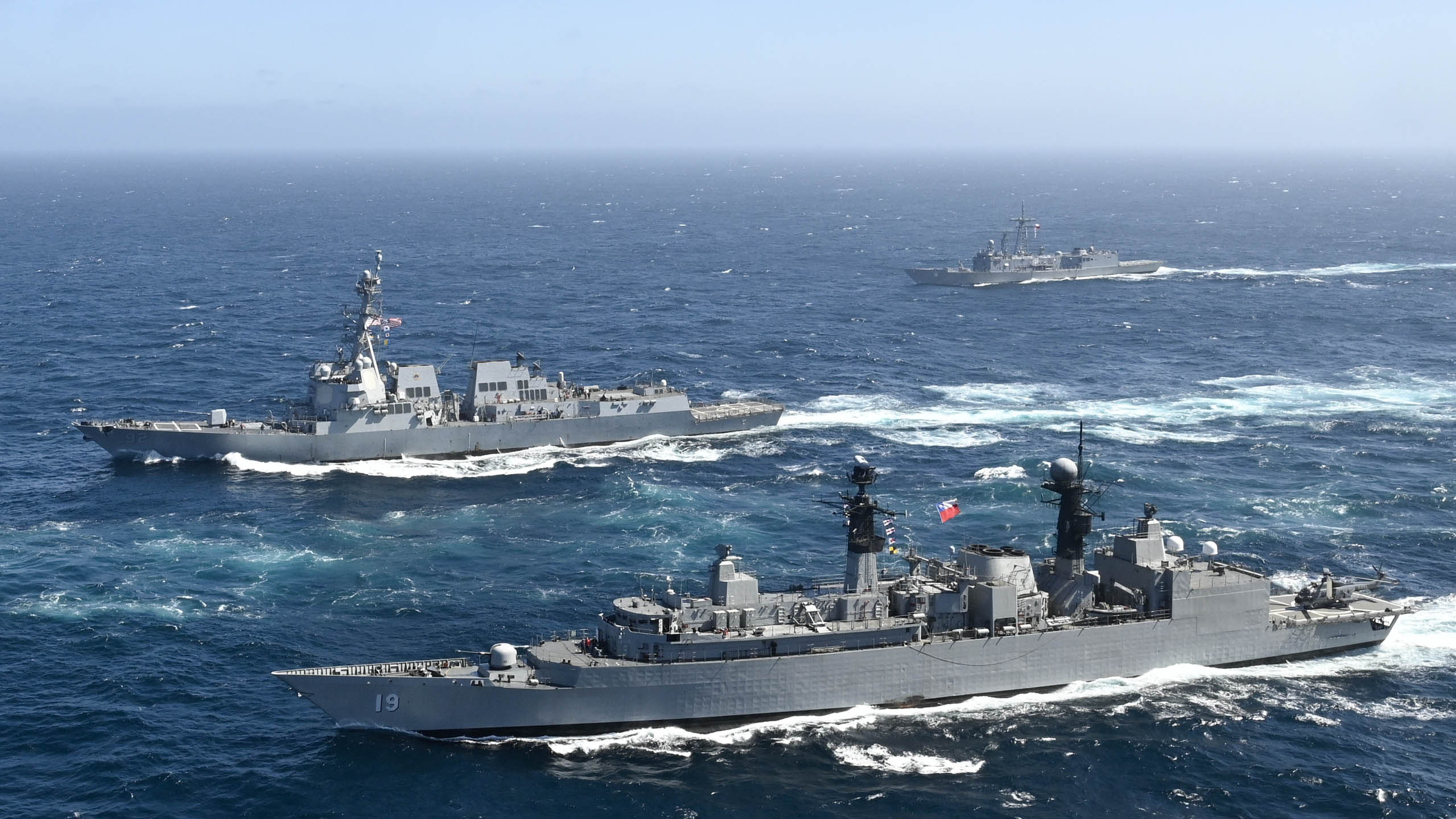
La fragata Almirante Williams (FF-19) navegando junto con la fragata norteamericana USS Momsen (DDG-92) y la fragata chilena Capitán Prat (FFG-11) en 2023.

Botada originalmente como HMS Sheffield (F96) el 26 de marzo de 1986 con la asistencia de miembros de la tripulación del destructor Tipo 42 HMS Sheffield, y entró en servicio en la Marina Real Británica el 26 de julio de 1988.
El HMS Sheffield fue dado de baja el 4 de noviembre de 2002. tras 14 años de servicio, en los cuales entre otras misiones, proporcionó ayuda humanitaria en Nicaragua y Honduras tras el paso del Huracán Mitch.  
Fue vendida a Chile el 4 de septiembre de 2003, donde fue renombrada Almirante Williams (FFG-19) en memoria de Juan Williams Rebolledo.
Tiene hoy en día una configuración multirrol, después tras la modernización a la que fue sometida durante 18 meses en ASMAR Talcahuano, cuenta con misiles AA Barak 1, misiles superficie-superficie Harpoon, un cañón de 76 mm Oto Melara, un radar 3D ELTA EL/M 2238 Large, sistema de enganche de helicóptero "ASIST" en cubierta de vuelo, cambio de electrónica en general, repotenciación de la planta motriz, además de mejoras generales. 
Es la única Fragata tipo 22 adquirida a la Marina Real Británica. Puede desarrollar una velocidad de 30 nudos, actualmente es el buque insignia de la Escuadra Chilena. Su actual comandante es el Capitán de Navío Luis Díaz Torres.  
En 2022 la fragata representó a Chile en la revista naval realizada en la bahía de Guanabara (Río de Janeiro) por motivo del Bicentenario de la Independencia de Brasil junto a naves de la Marinha do Brasil y de otras naciones.